# Agrias nigrans
Agrias nigrans är en fjärilsart som beskrevs av Paskevsky 1939. Agrias nigrans ingår i släktet Agrias och familjen praktfjärilar. Inga underarter finns listade i Catalogue of Life.